# Theaterpreis Berlin
De Theaterpreis Berlin (Theaterprijs Berlijn) werd in 1988 ingesteld door de Berliner Stiftung Preußische Seehandlung. Sindsdien wordt deze theaterprijs jaarlijks tijdens het Berliner Theatertreffen uitgereikt aan personen die uitmuntende prestaties hebben geleverd op het gebied van het Duitstalige theater. Aan de prijs is een geldbedrag van 20.000 euro verbonden (stand 2023).

## Prijswinnaars
- 1988 George Tabori
- 1989 Peter Stein en Karl-Ernst Herrmann
- 1990 Johann Kresnik
- 1991 Peter Palitzsch
- 1992 Jutta Lampe
- 1993 Botho Strauß
- 1994 Bernhard Minetti
- 1995 Claus Peymann en Hermann Beil
- 1996 Heiner Müller
- 1997 Pina Bausch
- 1998 Luc Bondy
- 1999 Henning Rischbieter
- 2000 Frank Castorf en Henry Hübchen
- 2001 Bruno Ganz
- 2002 Elfriede Jelinek
- 2003 Bert Neumann
- 2004 Christoph Marthaler en Anna Viebrock
- 2005 Peter Konwitschny
- 2006 Andrea Breth
- 2007 Ulrich Matthes
- 2008 Josef Bierbichler
- 2009 Jürgen Gosch, samen met decorontwerper Johannes Schütz
- 2010 Margit Bendokat
- 2011 Dimiter Gotscheff, Almut Zilcher, Samuel Finzi en Wolfram Koch
- 2012 Sophie Rois
- 2013 Jürgen Holtz
- 2014 Johan Simons[1]
- 2015 Corinna Harfouch
- 2016 Shermin Langhoff en Jens Hillje
- 2017 Herbert Fritsch
- 2018 Karin Henkel
- 2019 She She Pop
- 2020 Sandra Hüller
- 2022 Amelie Deuflhard
- 2023 Sivan Ben Yishai
- 2024 Nele Hertling